# Gino Masciarelli
Gino Masciarelli (Chieti, 1º maggio 1940 – Milano, 5 febbraio 2021) è stato uno scultore italiano.

## Biografia
Abruzzese di famiglia originaria di San Martino sulla Marrucina, si forma nella bottega del padre e nel 1961 si diploma presso l'Istituto d'Arte di Chieti. Si trasferisce a Milano nel 1965. Dal 1969 al 1981 insegna educazione artistica nelle scuole medie di Ceriano Laghetto. Negli anni ’70 e ’80 alterna la propria attività artistica tra Milano e Toronto.
Ha lavorato in un Centro Sperimentale Europeo di Ricerca in qualità di operatore cinematografico ad alta velocità. L'interesse per la sperimentazione fotografica e cinematografica lo porta a cogliere l'instabilità dei corpi in movimento e la dissoluzione della materia nello spazio nei Voli e nei Gruppi Umani, lavori in cui si può osservare il dinamismo del volo quasi fossero sequenze fotografiche.
Realizza tra il 1965 e il 1975 sculture astratte realizzate con materiali recuperati da scarti della produzione industriale.
Espone in mostre personali a: Palazzo Comunale, Varedo (1966); Galleria Civica, Palazzo Comunale, Chieti (1966); Galleria Il Mercante, Milano (1970; '74; '76; '81); La Parete Gallery, Toronto (1970; '80); Palazzo Comunale, Sormano (1972); Madison Gallery, Toronto (1978); Stong College, Toronto (1981); Palazzo Comunale, Macherio (1982); Palazzo Comunale, Trezzo D'Adda (1985); Galleria Gubelin, Lugano (1986); Istituto Italiano di Cultura, Atene (1987); Palazzo dei Musei, Varallo Sesia (1988); "Premio UNESCO", Düsseldorf (1992); Kommunalen Galerie, Berlino (1996); Palazzo Comunale, Mondovi (1999); Cranach Stiftung, Wittenberg (2000); Nazioni Unite, Ginevra (2005).
Conosciuta al grande pubblico è la sua statua Omaggio al calciatore, simbolo dei Mondiali di calcio svoltisi in Italia nel 1990, visibile presso lo stadio Meazza di Milano. 
Il Comune di Solaro (MI) gli ha dedicato una gipsoteca, raccolta museale di gessi originali nell'attiguo Palazzo Borromeo.